# Audi A8 I
Cet article concerne la première génération de l’Audi A8. Pour des informations générales sur l’Audi A8, consultez Audi A8.
L'Audi A8 D2 (désignation interne type 4D) est une berline luxueuse du constructeur automobile allemand Audi produite de mi-1994 à mi-2002 et vendu jusqu'à fin 2002. C'est le modèle successeur de l'Audi V8.

## Historique du modèle
Le chemin d'Audi vers la catégorie des luxueuses a commencé en 1979 avec l'Audi 200 (Type 43), qui était basée sur l'Audi 100 C2. En 1983, l'Audi 200 type 44 a suivi en tant que version de luxe de la nouvelle Audi 100 C3. En 1988, l'Audi V8, le premier modèle indépendant dans la catégorie des luxueuses, est arrivée sur le marché. C'était aussi une ramification de l'Audi 100, bien que techniquement il s'agisse d'un nouveau design indépendant. Associés à cela, il y avait des limitations structurelles; entre autres, l'espace et le confort ne pouvaient pas encore rivaliser avec ceux des concurrentes dans la catégorie des luxueuses. Bien que ces modèles aient été des succès notables, surtout grâce à la transmission intégrale quattro, ils n'ont pas encore été largement acceptés en tant qu'offre concurrentielle par rapport aux produits de Mercedes-Benz ou BMW.
À l'automne 1991, Audi présente deux prototypes avec un cadre spatial tubulaire et une carrosserie en aluminium : l'Audi quattro spyder et l'Audi Avus Quattro. Elles ont été présentées au Salon de l'automobile de Francfort et au Salon de l'automobile de Tokyo.

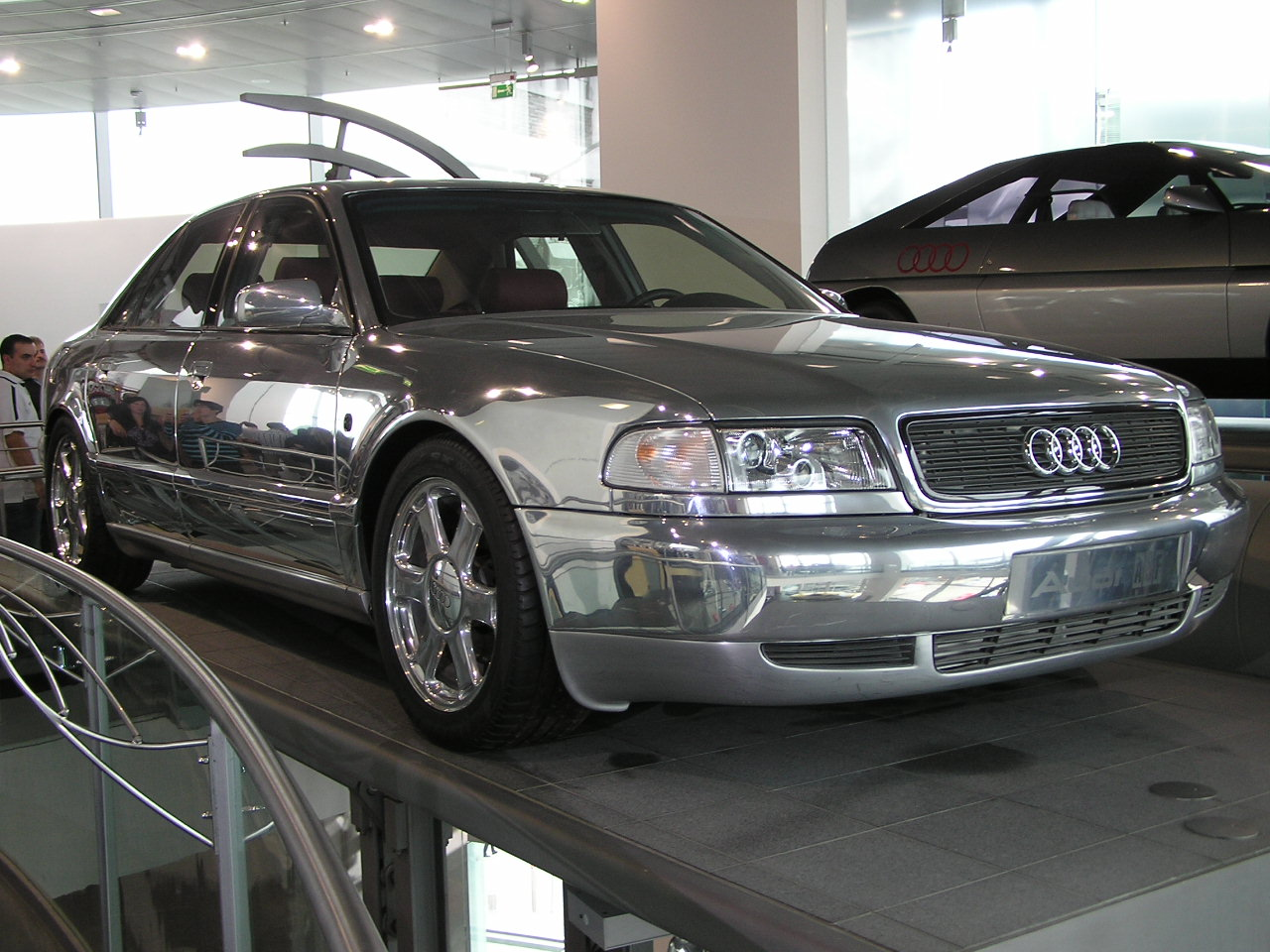
Étude de concept Audi Space Frame Concept Car de 1993.

En septembre 1993, l'Audi Space Frame Concept Car - ASF en abrégé - a été présentée au Salon de l'automobile de Francfort. Elle était équipée d'un moteur V8 TDI de 3,4 litres et, à l'exception de l'extérieur en aluminium poli, elle correspondait largement à l'Audi A8 qui est arrivée sur le marché en mai 1994.
Depuis lors, Audi propose une gamme de modèles de luxe techniquement indépendants. La première version de l'A8 était équipée de certaines caractéristiques techniques que les principales concurrentes, les Mercedes-Benz Classe S et BMW Série 7, n'offraient pas à l'époque.
Elle comprenait à son tour la transmission intégrale "quattro" et la première carrosserie en aluminium au monde sur un véhicule de série dans la catégorie des luxueuses. La voiture devait encore supporter des critiques concernant le confort mais elle a aussi reçu un hommage pour son design général plutôt sportif.
105 092 unités de la première génération d'Audi A8 ont été fabriquées avant l'arrêt de la production le 30 juillet 2002.
Après huit ans de construction, l'A8 d'origine, connue en interne sous le nom de D2, a été remplacée par la D3 en novembre 2002 (année modèle 2003).

## Dates de construction
- De 1994 à 1999 : Audi A8 type D2/4D
- De 1999 à 2001 : Audi A8 type D2/4D (premier lifting : avant modifié, bandes avant/arrière en aluminium, rétroviseur droit de la même taille, console centrale modifiée, poignées de porte modifiées et verres de clignotants latéraux blancs)
- De 2001 à 2002 : Audi A8 type D2/4D (deuxième lifting : phares antibrouillard légèrement modifiés, bande en aluminium autour du cendrier et du petit compartiment dans la console centrale, ainsi qu'une transmission automatique avec un rapport "S" au lieu de 2/3/4)

## Transmission
Un moteur essence six cylindres en V de 2,8 litres a été utilisé en tant que moteur de base. Le plus gros moteur de la gamme de moteurs proposée était le moteur douze cylindres en W (W12). Il y avait aussi un moteur essence huit cylindres en V d'une cylindrée de 4,2 litres, également disponible dans la version S8 plus sportive. La première A8 à moteur diesel (TDI de 2,5 L) avait initialement une puissance maximale de 110 kW (150 ch) et a été remplacée par une version d'une puissance maximale de 132 kW (180 ch) à partir de l'année modèle 2000. Le premier moteur diesel huit cylindres (TDI de 3,3 L) a été présenté la même année.
Alors que le modèle précédent, l'Audi V8, n'était livré qu'avec la transmission intégrale quattro, les clients de l'Audi A8 peuvent choisir entre la traction avant et la transmission intégrale dans les variantes avec les moteurs essence les plus petits. La traction avant est rare dans cette catégorie, les modèles haut de gamme ayant généralement une propulsion arrière. Lors de son lancement la transmission intégrale annoncée par Audi représentait une innovation dans la catégorie des luxueuses.
Jusqu'en 1996, seule une transmission automatique à 4 vitesses était installée en conjonction avec le moteur de 4,2 litres (toutes à traction intégrale) - une transmission automatique à 5 vitesses est apparue à partir de 1997. Une transmission manuelle était proposée en option avec les moteurs les plus petits. Avec le moteur de 4,2 litres de la S8, il a ensuite été possible de choisir entre une transmission manuelle à six vitesses ou une transmission automatique à cinq vitesses.

## Carrosserie
La carrosserie de l'Audi A8 est presque entièrement en aluminium. Ceci afin d'éviter les problèmes de rouille, bien que l'aluminium puisse également se corroder dans certaines circonstances. La carrosserie autoportante en aluminium porte le nom « Audi Space Frame ». Même le modèle précédant la première Audi A8 avait une carrosserie entièrement galvanisée, où les dommages causés par la rouille étaient extrêmement rares, ne se produisant généralement qu'après la mauvaise réparation des dommages d'un accident.
Un autre objectif de développement était de réduire le poids du véhicule et la consommation de carburant associée. Cela n'a été que partiellement réussi, le véhicule devant être équipé de tous les équipements techniquement possibles. Ceux-ci comprenaient la transmission Quattro, qui augmentait le poids d'environ 100 kg. Néanmoins, l'Audi A8 était plus légère que la BMW Série 7 comparable ou la Mercedes Classe S.
L'Audi A8 D2 était exclusivement proposée en berline avec un coffre à malle. Une version break n'était pas dans le programme de production.
Au Salon international de l'automobile de Genève de 1997, un concept car d'une version coupé basée sur l'A8 D2, construit par IVM Automotive, a été présenté.
En septembre 2001, alors que l'Audi A8 D2 était encore commercialisée, Audi a présenté le concept car Audi Avantissimo au Salon de l'automobile de Francfort. Même si les réactions du public ont été majoritairement positives, la production d'un tel break d'Audi n'était pas prévue dans un avenir proche.
Comme pour l'Audi V8, il y avait, en option, une variante à carrosserie allongée : l'Audi A8 à empattement long.

## L'A8 en public et dans les médias
À la fin des années 1990, Audi comptait beaucoup sur les apparitions dans les médias. L'Audi S8 de l'époque a servi de véhicule d'évasion dans le film Ronin (1998). Une Audi A8 ou S8 a également été utilisée dans le film Matrix Reloaded (2003).
Gerhard Schröder a été le premier à utiliser l'Audi A8 comme voiture officielle. Angela Merkel a aussi utilisé une A8. Jusque-là, les véhicules des hauts responsables politiques provenaient majoritairement de Mercedes-Benz, ou plus rarement de BMW.

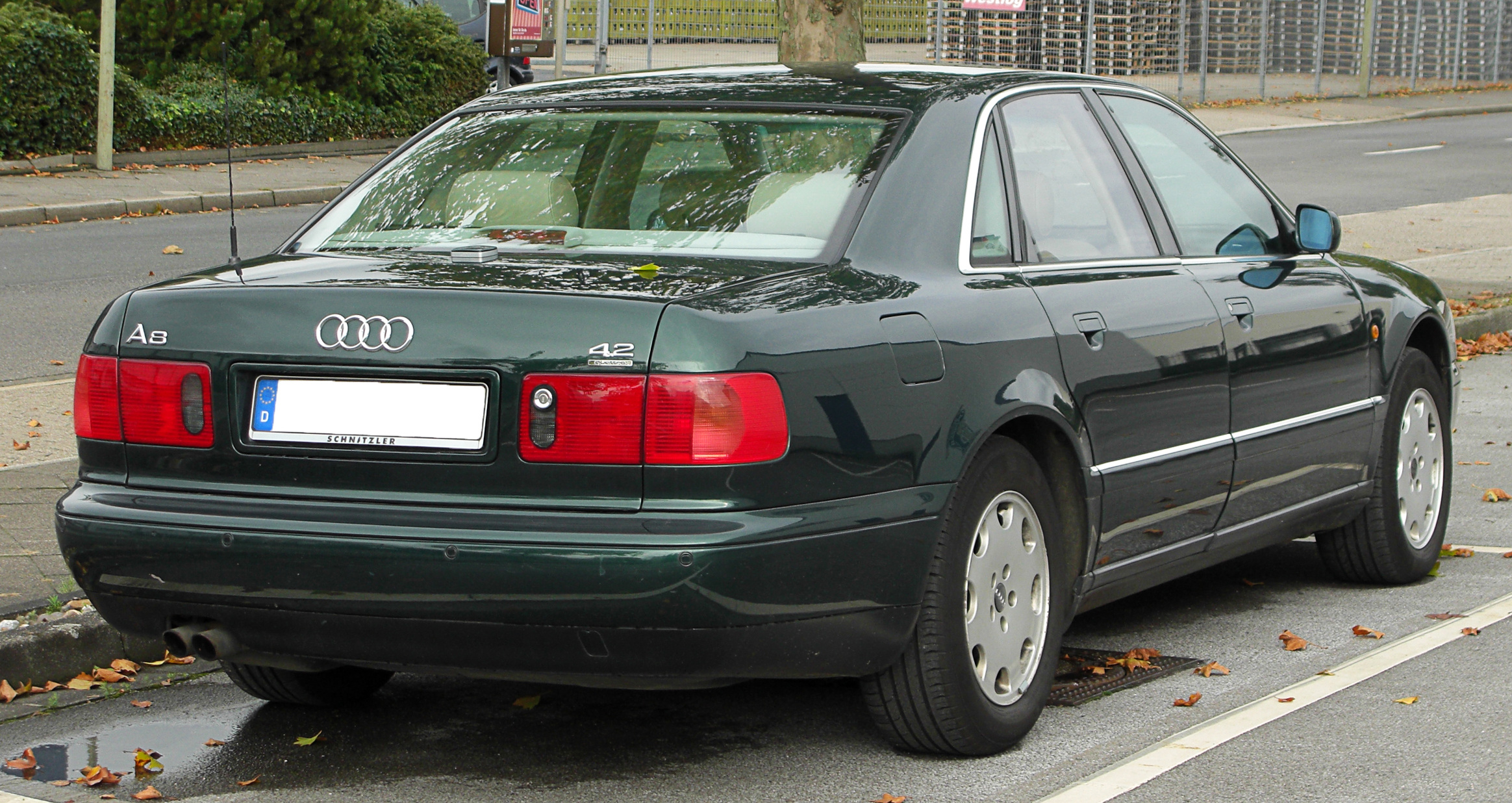
Vue arrière.
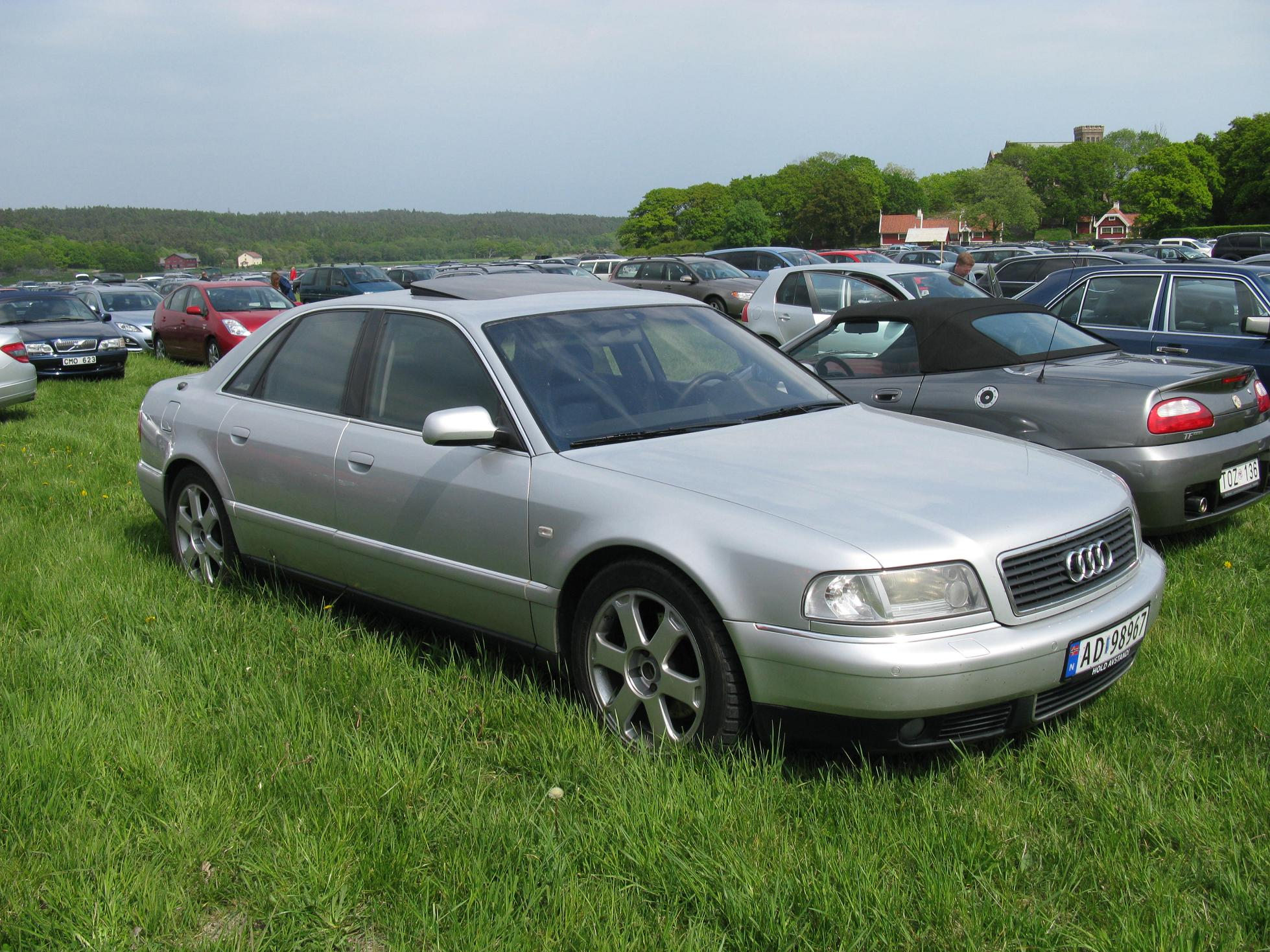
Audi A8 (1999–2002).
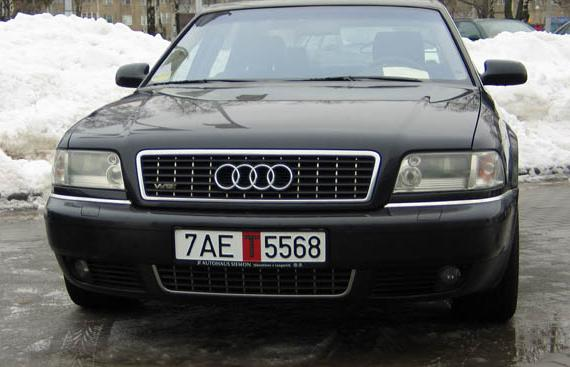
Audi A8 6.0 W12 (2001–2002).

## Stock en Allemagne
En Allemagne, le stock d'Audi A8 D2 est répertorié selon le numéro de clé du fabricant (NClF) et le numéro de code du fabricant (NCoF), selon l'Autorité fédérale des transports motorisés. Les types avec moins de 100 véhicules ne sont pas représentés. Jusqu'en 2007, l'inventaire comprenait non seulement le nombre de véhicules immatriculés mais aussi le nombre d'arrêts temporaires. Depuis 2008, l'inventaire ne contient que les "véhicules en trafic", y compris les plaques d'immatriculation saisonnières.
| NClF/NCoF | Modèle          | kW     | 1.1.2005 | 1.1.2006 | 1.1.2008 | 1.1.2009 | 1.1.2010 | 1.1.2011 | 1.1.2012 | 1.1.2013 | 1.1.2014 | 1.1.2015 |
| --------- | --------------- | ------ | -------- | -------- | -------- | -------- | -------- | -------- | -------- | -------- | -------- | -------- |
| 0588/581  | 4.2 quattro     | 220    | 6276     | 5658     | 3912     | 3629     | 3438     | 3206     | 3014     | 2727     | 2460     | 2288     |
| 0588/582  | 2.8             | 128    | 1011     | 928      | 596      | 535      | 517      | 484      | 456      | 420      | 381      | 352      |
| 0588/587  | 2.8 quattro     | 128    | 426      | 382      | 241      | 209      | 195      | 183      | 180      | 166      | 148      | 134      |
| 0588/606  | 3.7             | 169    | 1332     | 1231     | 845      | 790      | 739      | 688      | 648      | 600      | 544      | 490      |
| 0588/609  | 3.7 quattro     | 169    | 1564     | 1450     | 1023     | 969      | 918      | 896      | 840      | 752      | 685      | 623      |
| 0588/631  | 2.8             | 142    | 1647     | 1536     | 1147     | 1068     | 1038     | 1003     | 961      | 885      | 819      | 769      |
| 0588/632  | 2.8 quattro     | 142    | 1.081    | 995      | 745      | 700      | 674      | 655      | 624      | 580      | 557      | 526      |
| 0588/642  | S8              | 250    | 742      | 668      | 470      | 452      | 447      | 430      | 403      | 384      | 371      | 349      |
| 0588/657  | 2.5 TDI         | 110    | 1611     | 1410     | 908      | 770      | 687      | 593      | 512      | 436      | 370      | 319      |
| 0588/670  | 2.5 TDI quattro | 110    | 784      | 669      | 420      | 334      | 313      | 261      | 222      | 199      | 174      | 156      |
| 0588/717  | 3.7             | 191    | 308      | 270      | 217      | 217      | 214      | 213      | 199      | 187      | 178      | 165      |
| 0588/718  | 3.7 quattro     | 191    | 1146     | 1058     | 801      | 757      | 739      | 726      | 684      | 653      | 627      | 584      |
| 0588/719  | 4.2 quattro     | 228    | 3454     | 3137     | 2311     | 2174     | 2127     | 2034     | 1970     | 1841     | 1762     | 1637     |
| 0588/721  | S8              | 265    | 1499     | 1264     | 847      | 792      | 758      | 731      | 706      | 704      | 694      | 654      |
| 0588/722  | 3.3 TDI quattro | 165    | 2601     | 2221     | 1375     | 1142     | 1053     | 896      | 769      | 654      | 541      | 474      |
| 0588/723  | 2.5 TDI         | 132    | 884      | 789      | 566      | 511      | 477      | 429      | 379      | 325      | 290      | 254      |
| 0588/724  | 2.5 TDI quattro | 132    | 810      | 661      | 437      | 380      | 342      | 312      | 271      | 247      | 213      | 194      |
| 0588/744  | 6.0 W12 quattro | 309    | 362      | 339      | 239      | 225      | 204      | 207      | 196      | 171      | 154      | 142      |
| Source    | Source          | Source | [ 6 ]    | [ 7 ]    | [ 8 ]    | [ 9 ]    | [ 10 ]   | [ 11 ]   | [ 12 ]   | [ 13 ]   | [ 14 ]   | [ 15 ]   |